# Угэдэйский улус
Угэдэйский улус — государство, образовавшееся в результате распада Монгольской империи. Некоторое время Угэдэйский улус боролся против Чагатайского улуса и империи Юань. Во времена хана Хайду улус переживал расцвет. В 1310 году улус потерпел крах и вошел в состав Чагатайского улуса.

## История

### Основание

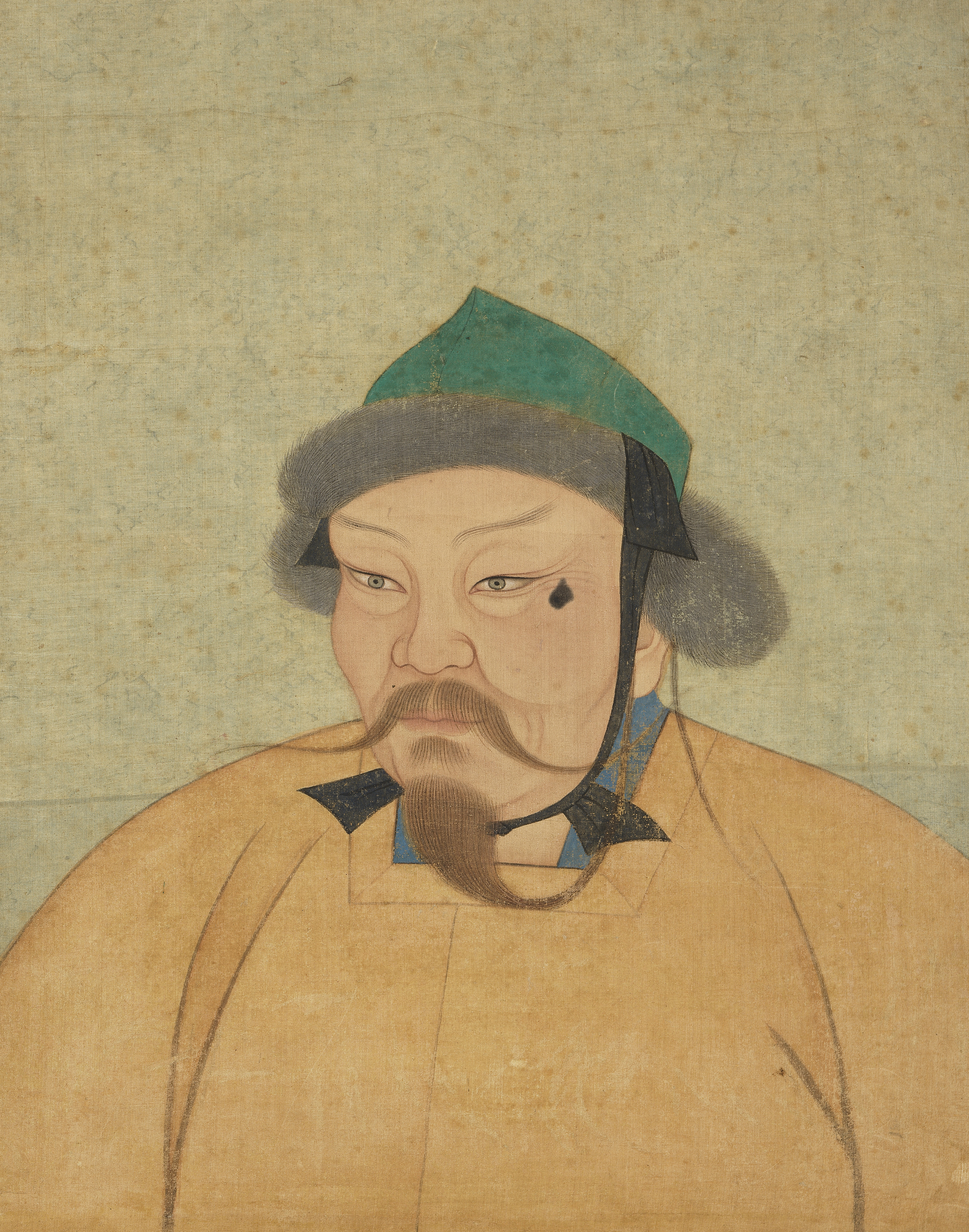
Угэдэй

В 1224 году после окончательного покорения Средней Азии Чингисхан созвал курултай в истоке реки Иртыш и разделил между сыновьями покоренные земли. Угэдэй получил во владение часть земель уйгуров, найманов и каракитаев в районах верхнего Иртыша, Тарбагатая, что соответствует современным Синьцзян-Уйгурскому автономному району КНР, Западной Монголии, Алтаю (Россия). С тех пор это образование получило название Угэдэйского улуса.
Во времена правления Чингисхана улус не был самостоятельным государством, находясь в составе Монгольской империи. Угэдэй не предпринимал попытки превратить собственный улус в отдельное государство. Это продолжалось и после смерти Чингисхана в 1229 году, поскольку новым ханом стал Угэдэй. В улусе стал править его сын Гуюк, однако это было чисто формально, поскольку тот сначала находился в Каракоруме, а в 1239—1241 году в походе на Русь и другие страны восточной Европы.
В 1241 году после смерти Угэдэя главой улуса стал его сын Гуюк, однако он использовал ресурсы владения для борьбы за трон великого хана. К тому же империей управляла его мать Дорегене-хатун. В 1246 году ему удалось стать правителем Монгольской империи. В 1246 году Гуюку удалось установить власть в Чагатайском улусе.
Однако после смерти Гуюка в 1248 году потомки Угэдэя вынуждены были бороться с Толуидами, которых возглавил хан Мункэ. Победа последнего в 1251 году привела к поражению Угэдэйского улуса, поскольку он был разделен (вместе с Чагатайским) между великим каганом Мунке и Бату (граница прошла по реке Талас), кроме части Алтая и Тянь-Шаня, где правил угэдэид Кадан

### Возвышение
Только после смерти в 1259 году хана Мункэ и началом борьбы за власть между Ариг-Бугой и Хубилаем, Угэдэиды сумели начать войну за возвращение себе улуса. Довольно быстро их возглавил Хайду, внук Угэдэя. Сначала была отвоевана область Тарбагатая и часть Семиречья. В дальнейшем благодаря союзу с Золотой Ордой Хайду нанес в 1269—1270 годах поражение Чагатайскому улусу, оказавшемуся под его управлением. Для продолжения традиции управления Хайду ставил зависимых ханов из рода Чагатая.
Сам Хайду стал одновременно правителем Угэдэйского и Чагатайского улусов, создав так называемое государство Хайду. после этого началась длительная борьба с государством Юань за общемонгольское лидерство. В то же время усилилось влияние в Белой Орде. Борьба продолжалась против Баяна, союзника Золотой Орды, захватившего часть Белой Орды, в остальной части Монгольской Империи господствовали вассалы Хайду. В то же время в течение 1270—1290-х годов шла борьба с империей Юань за Центральную Монголию, Тибет и земли бывшего государства Си Ся.
В течение 1290-х годов начались успешные кампании против государства Хулагуидов, однако окончательно закрепиться в Хорасане не удалось. Впрочем, власть распространилась от Кабула до Кандагара и Газни. В 1301 году удалось захватить общемонгольскую столицу Каракорум, но вскоре Хайду умер. С его смертью государство распалось.

### Упадок
Положение Угэдэйского улуса после смерти Хайду резко ухудшилось. Потугу приобрел давний вассал последнего — Дува, ставший ханом Чагатайского улуса. Он поставил во главе Угэдэйского улуса сына Хайду — Чапар-хана, однако вскоре тот предпринял попытку освободиться от влияния Дувы. В конечном итоге это привело к войне в 1305 году, кульминацией которой стало поражение Угэдэидов в 1306 году. В результате фактическую власть здесь получил чагатайский хан Дува, в 1307 году передавший власть в улусе Янгичару, но его владения значительно сократились поскольку часть присоединена к Чагатайскому улусу, а Алтай и прилегающие земли — к империи Юань. В то же время часть улуса предоставлена Чапару, а земли за рекой или — другому угэдэиду — Тюкме.
В результате новой войны 1309—1310 годов Угэдэиды потерпели полное поражение, а большая часть Угэдэйского улуса была присоединена к Чагатайскому государству. С этого момента Угэдэиды участвовали в борьбе за власть в Чагатайском улусе, кратковременно занимая трон (Талигу, Али-Султан, Даниш-Менке), однако не сумели прочно закрепиться на троне. Потомки Хайду до начала XIV века имели владения или кочевья в Тарбагатае и верховьях Иртыша. Представители рода во время правления Тамерлана были номинальными правителями Чагатайско-Угэдэйского улуса.
Царствование потомков Мелига на Иртыше продолжалось до 1361 года.

## Территория и население
Улус первоначально включал Южный Алтай и Западную Монголию (Тарбагатай, бассейны Эмеля, Кобук и верхнего Иртыша). Ставка хана размещалась в городе Омил (недалеко от реки Эмель), отстроенном Угедеем бывшего поселения каракитаев. Не имел выхода к внешним границам Монгольской империи.
С геополитической точки зрения улус состоял из двух частей: Западной (Южный Алтай и район реки Эмель и гор Тарбагатай) и Восточной (Монгольский Алтай и области севернее него). Восточную часть населял народ ойратов, состоявший из 4 племен. В XII веке ойраты обитали у озера Хубсугул и далее до истоков Енисея, но в XIII века расселился на северо-запад, на бывшую территорию разгромленных найманов, к монгольскому Алтаю. Западную часть улуса населяла группа восточных кипчаков, именуемых киргизами, а по официальным монгольским спискам этнических территорий — кимаками (по названию одного из главных кипчакских племен). Это сообщество сформировалось еще в IX веке в районе между Верхним Иртышом и Тарбагатаем в результате проникновения сюда групп енисейских кыргызов и смешения их с местными кипчако-кимацкими племенами.

## Список правителей
| № | Имя    | Начало правления | Конец правления | Происхождение         |
| - | ------ | ---------------- | --------------- | --------------------- |
| 1 | Угэдэй | 1224             | 1241            | третий сын Чингисхана |
| 2 | Гуюк   | 1241             | 1248            | сын Угэдэя            |
| 3 | Хайду  | 1248             | 1301            | сын Хаши, внук Угэдэя |
| 4 | Чапар  | 1301             | 1310            | старший сын Хайду     |